# Osvaldo Hurtado Larrea
Osvaldo Hurtado Larrea (ur. 26 czerwca 1939 w Chambo w prowincji Chimborazo) – ekwadorski polityk i nauczyciel akademicki, prezydent kraju w latach 1981-1984. Także politolog i pisarz.
Ukończył studia na Uniwersytecie Katolickim w Quito, gdzie studiował prawo i nauki polityczne; obronił doktorat praw. Wykładał nauki społeczne w szkole San Gabriel w Quito i na Uniwersytecie Katolickim, pełnił funkcję wicedziekana wydziału ekonomicznego uniwersytetu. Zajmował stanowiska w administracji państwowej; był m.in. wiceministrem pracy (1969) i przewodniczącym komisji ds. prawno-państwowej reformy kraju (1977). W 1964 był w gronie założycieli Partii Chrześcijańsko-Demokratycznej Ekwadoru, dwukrotnie stawał na czele partii (1966, 1971-1978); w 1979 został przywódcą partii Demokracja Ludowa.
W 1979 otrzymał stanowisko wiceprezydenta, zastępował Jaime Roldósa Aguilerę. Po śmierci Roldosa w wypadku lotniczym (24 maja 1981) został prezydentem państwa. Do września 1982 stał równocześnie na czele rządu. W sierpniu 1984 jego następcą został León Febres Cordero Ribadeneyra.